# زازاکی
زازاکی، زازا، زازایی یا دِمِلی، کِردکی، کِرمانجکی، یکی از زبان‌های ایرانی شاخهٔ شمال‌غربی است که در شرق آناتولی (ترکیه) توسط مردم زازایی صحبت می‌شود. شمار زازازبانان را تا حدود ۴ میلیون تن حدس می‌زنند. زازا زبانان با جمعیتی حدود ۲ تا ۳ میلیون نفر، چهارمین گروه قومی بزرگ ترکیه را پس از ترک‌ها، کردها و عرب‌ها تشکیل می‌دهند. زبان زازاکی از نظر دستور زبان، ژنتیک، زبان‌شناسی و واژگان با زبان‌های تالشی، آذری، تاتی ایران، سنگسری، سمنانی، گیلکی و مازندرانی که در کرانه دریای مازندران و ایران مرکزی صحبت می‌شوند، ارتباط نزدیک دارد. بیشتر زازازبانان در شرق و جنوب شرق ترکیه ساکن هستند. زازاها پس از ترک‌ها، کردها و عرب‌ها چهارمین گروه قومی بزرگ ترکیه را تشکیل می‌دهند..زبان زازا قبلاً دارای لهجه هایی است که در ترکیه صحبت می شود.

## تاریخچه زبانی
زبان زازا از دید زبان‌شناسی به شاخه ایرانی گروه اصلی هند و ایرانی از خانواده زبان‌های هند و اروپایی تعلق دارد. زبان زازاکی از دید دستور زبان، ژنتیک، زبان‌شناسی و واژگان با زبان‌های تالشی، پارسی آذری، سنگسری، سمنانی، تاتی، گیلکی و مازندرانی که در کرانه دریای مازندران و ایران مرکزی صحبت می‌شوند، ارتباط نزدیک دارد. لودویگ پل نشان داد و فاش کرد که زازاکی به زبان تالشی، آذربایجانی قدیم و اشکانی که یک زبان مرده ایرانی است نزدیک است و شباهت‌های زیادی با این زبان‌ها دارد و تغییرات صوتی که کردی در طول تاریخ متحمل شده‌است در زازاکی وجود ندارد. به همین ترتیب، در مطالعه ای که در منطقه الازیغ-کبان انجام شد، مشخص شد که درک متقابل بین زازاها و کرد زبانان بسیار کم است. اولین تحقیق در مورد زبان زازاکی در سال ۱۸۵۶ با گردآوری‌های زبان‌شناس پیتر لرچ آغاز شد. لرچ به روسلو رفت، جایی که سربازان عثمانی که در جریان جنگ کریمه به اسارت روس‌ها درآمده بودند، در میان سربازان عثمانی اصالتاً زازا در آنجا رفت و آمد کرد و تالیفات زیادی در زازا ساخت. لرچ این آثار را به ترتیب در سالهای ۱۸۵۶، ۱۸۵۷ و ۱۸۵۸ در سه جلد در روسی منتشر کرد. بعدها، مولر در مطالعه خود زازاکی را به عنوان یک گویش فارسی ارزیابی کرد، اما همچنین تشخیص داد که زازاکی قدیمی تر از کردی و فارسی است و زازاکی از نظر توسعه تاریخی با کردی و فارسی متفاوت است این دیدگاه مولر بعدها توسط ف. سپگل (۱۸۷۱)، و. توماسچک (۱۸۸۷)، و. گایگر (۱۸۹۱–۱۹۰۱) و ا. سوچین (۱۹۰۱) پشتیبانی شد.
نخستین پژوهشگر که زبان زازا را مورد بررسی قرار داد و آن را به تفصیل مورد تجزیه و تحلیل قرار داد، اسکار مان، زبان شناس آلمانی بود. در سال ۱۹۰۵ /۱۹۰۶ زبانشناس آلمانی اسکار مان از سوی آکادمی علوم پروس برای مستندسازی و تحلیل زبانی زبانهای ایرانی غربی مأمور شد. اسکار مان گردآوری‌های جامع زازا و ضبط‌های زبانی را در مناطق بینگول و سیورک انجام داده‌است. اسکار مان که زازاکی را از نظر آوایی، صرف شناسی، واژگان (لغت شناسی) و ریشه شناسی بررسی کرد، به این نتیجه رسید که زازاکی گویش فارسی یا کردی نیست، بلکه به خودی خود زبانی جداگانه است. اسکار مان در نتیجه تحقیقات خود گفت: «دیدگاهی که قبلاً از جانب من دفاع شده‌است تأیید شده‌است، یعنی زازاکی مطلقاً ربطی به کردی ندارد و من تمام صرف فعل‌های عجیب گویش شمالی فارسی میانه متون تورفان را در زبان زازاکی می‌بینم.» پس از مرگ اسکار مان، کارل هادانک کتاب "Mundarten der Zaza" را با تحلیل‌های دستوری در سال ۱۹۳۲ منتشر کرد. هادانک در این کتاب به وضوح زازاکی را خارج از کردی طبقه‌بندی کرده‌است. جایگاه زبان زازاکی در زبان‌شناسی، پس از اسکار مان (۱۹۰۶) و کارل هادانک (۱۹۳۲)، توسط دیوید نیل مکنزی (۱۹۶۱)، گرنوت ویندفور (۱۹۸۹)، یوست گیپرت (۱۹۹۶) و بسیاری از پژوهشگران زبان‌شناس دیگر مورد بررسی قرار گرفت و دیدگاه اسکار مان تأیید شد.
جایگاه زازاکی در تاریخ زبان‌شناسی معاصر مورد بررسی بسیاری از زبان شناسان مانند اسکار مان (۱۹۰۶), کارل هادانک (۱۹۳۲), دیوید نیل مکنزی (۱۹۶۱–۹۵), گرنوت ویندفور (۱۹۸۹), یوست گیپرت (۱۹۹۶), :ودویگ پال (۱۹۹۸) و مقامات بین‌المللی زبان اتنولوگ, گلاتولوگ و دانشنامه ایرانیکا قرار گرفته و در نوع خود به عنوان یک زبان ایرانی غربی مشخص شده‌است.

## توزیع جغرافیایی
محدودهٔ سکونت زازاها، مناطق غربیِ کردستان ترکیه شامل درسیم، الازیغ، ارزنجان، ملاطیه، سیواس، مرعش و دیاربکر است که البته در بسیاری مناطق با کرمانج‌ها در مناطق مشترکی زندگی می‌کنند، از جمله در دیاربکر. اکثر زازاها قادر به تکلم به کردی کرمانجی نیز می‌باشند. زازاکی زبانی است که تقریباً ۲ تا ۳ میلیون نفر در حوضه فرات علیا و دجله در شرق آناتولی به آن صحبت می‌کنند، اگرچه تعداد دقیق آن مشخص نیست. جاهایی که زازاکی بیشتر صحبت می‌شود و زازاها بیشتر زندگی می‌کنند عبارتند از: بینگول (در همه مناطق)، استان تونجلی،  (در همه مناطق), الازیغ (منطقه شرقی، شمال و جنوب)، دیاربکر (مناطق شمالی و غربی چرمیک، چنگوش، ارغانی، اغیل، دیکل، لیسه، هانی، کولپ، هازرو، اورفا (مناطق سیورک، هیلوان)، موش (منطقه وارتو)، سیواس (مناطق زارا، اولاش، کانگال)، آدییامان (منطقه گرگر)، ارزنجان (مرکزی، ترجان، چاییرلی)، رفاهیه و گهگاه در سایر ولسؤالی‌ها)، بتمن (بتمن، کوزلوک)، بیتلیس (موتکی، تاتوان)، مالاتیا (منطقه شرقی)، اردهان (دو روستای گوله)، آکسارای (منطقه ایکجیک) و ارزروم (هینیس، تکمان، آشکاله)، چات و گهگاه در مناطق دیگر). زبان زازا با نام‌های زازا، زازاکی، دیمیلی، دیملی، دیمیلکی نیز شناخته می‌شود و همچنین با نام‌های زازا و دیملی شناخته می‌شود. زبان زازاکی را یکی از زبان‌های ایرانیِ شمال غربی می‌دانند که به زبان‌های گیلکی، مازندرانی و تالشی بسیار نزدیک است. گلاتولوگ زبان زازاکی را زیرمجموعه زبان آذری معرفی می‌کند.
برخی زبان‌شناسان بر این باورند که زازاکی زبانی مستقل در بین زبان‌های ایرانی است و نام اصلی زازاها یعنی «دیملی» نیز شکل دگرگون‌شدهٔ واژهٔ دیلمی است و خاستگاه این مردم نیز منطقهٔ دیلمستان در غرب رشته‌کوه البرز و جنوب گیلان حدس زده شده‌است؛ و زازاکی نیز شکل نوین زبان دیلمی است.
این فرضیه از نظر ژنتیک (نسل‌شناسی) تقویت نمی‌شود. پژوهش‌های جدید نشان می‌دهند که اصل دیمیلی بومی خاور آناتولی بوده و از نظر نسل‌شناسی از همسایگان کرمانج خود غیرقابل تشخیص و جدایی هستند و تنها از نظر زبانی با جنوب دریای خزر پیوند دارند.
به یکی از ریزابه‌های دجله دیاله می‌گفتند که دجله کوچک یا دیله کوک نیز خوانده می‌شد. دهخدا نام دجله را از معجم البلدان دیلکه نقل نموده‌است و گفته‌است در کتیبه‌ها به‌صورت دگلت بوده‌است.
نواحی شمالی رود دجله دیلمان نامیده می‌شدند و طبق بندهش دجله رود از دیلمان بیاید و به خوزستان به دریا ریزد.

## طبقه‌بندی زبانی
زازاکی از نظر زبانشناسی زبانی است متعلق به شاخه ایرانی از گروه اصلی هند و ایرانی خانواده زبانهای هند و اروپایی. زازاکی یک زبان ایرانی غربی از شاخه شمال غربی این گروه است. زازاکی در زبان‌شناسی به خودی خود یک زبان جداگانه (جدا از کردی) محسوب می‌شود و به گفته اتنولوگ، همراه با زبان گورانی بخشی از یک زیر گروه ژنتیکی به نام زبان‌های زازا-گورانی است.
گلاتولوگ زازاکی را همراه تالشی، تاتی ایران و گویش‌های رایج در سواحل جنوبی دریای خزر در گروه زبان‌های آذری برگرفته از آذری قدیم طبقه‌بندی می‌کند. زبان‌شناس آلمان یوست گیپرت و زبان‌شناس بلژیکی پریر لکوک زازاکی را همراه با تاتی ایران، تالشی و سنگسری در گروه زبان‌های گرگانی (هیرکانی، کورکان), با اشاره به منطقه تاریخی گرگان در جنوب دریای خزر، طبقه‌بندی کردند. به گفته زبان‌شناس و ایران‌شناسی لودویگ پل، زازاکی به گورانی و آذربایجانی قدیم، زبان مرده ایرانی، و تالشی نزدیک است. پل تشخیص داد که زازاکی به زبان‌های تالشی، تاتی ایران، سمنانی، سنگسری وزبان‌های مرده ایرانی آذربایجانی قدیم و اشکانی قدیم نزدیک است و شباهت‌های زیادی با این زبان‌ها دارد و تغییرات صوتی که کردی در طول تاریخ متحمل شده‌است در زازاکی وجود ندارد. به همین ترتیب، در مطالعه ای که در منطقه الازیق-کبان انجام شد، مشخص شد که درک متقابل بین زازاکی و کرد زبانان بسیار کم است.
همچنین زازاکی همانندی‌های نزدیکی با زبان اورامانی و گویش باجلانی دارد و به این خاطر، زبان‌شناسان این سه گویش را درون خانواده‌ای به نام زازا-گورانی قرار می‌دهندو آن را زبانی جدا از کردی در شاخه زبان‌های ایرانی شمال غربی درنظر می‌گیرند.

## گویش‌های زبان زازایی

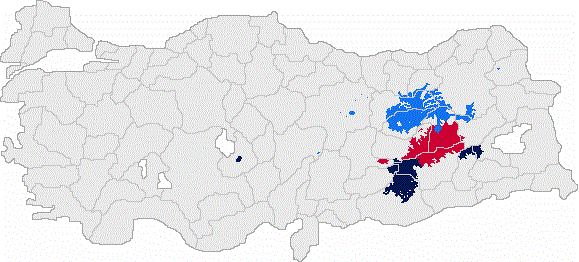
سه گروه گویش اصلی زبان زازا در ترکیه: شمال (آبی روشن)، مرکزی (قرمز)، جنوب (آبی تیره).

بر اساس گزارش مؤسسه زبان زازا فرانکفورت و پروفسور دکتر ل. پل زبان زازا به سه گویش اصلی تقسیم می‌شود: شاخه شمالی، مرکزی و جنوبی. علاوه بر این، زبان زازاکی دارای گویش‌های انتقالی و حاشیه ای نیز می‌باشد که جایگاه ویژه ای دارند و نمی‌توان آنها را به‌طور کامل در هیچ گروه گویشی قرار داد. در زازاکی کلمات از ناحیه ای به منطقه دیگر دستخوش تغییرات صوتی گوناگون شده‌اند. علاوه بر تفاوت در تلفظ، گویش‌های زازا ممکن است در واژگان خود نیز متفاوت باشند. با گذشت زمان، برخی از کلمات اهمیت خود را از دست دادند، یا به کلی فراموش شدند و به شکل‌های دیگر کلمه تبدیل شدند یا استفاده از آنها در پس زمینه یا رتبه سوم قرار گرفت. ویژگی‌های مشخصی وجود دارد که گویش‌های شمالی، مرکزی و جنوبی را از یکدیگر متمایز می‌کند. تقسیم زازاها به سه فرقه (حنفی، شافعی، علوی) به شکل‌گیری گویش‌ها کمک کرد:
- زازاکی جنوبی (توسط زازاهای حنفی):[۵۱] دیاربکر، شانلی‌اورفه، آدیامان، الازی، چرمیک، سیورک، گرگر، چونگوش، موتکی، آکسارای، سریز، کولپ، لیس، ارگانی، مادن.
- زازاکی مرکزی (توسط زازاهای شافعی):[۵۱] پالو، بینگول، هانی، الازیغ، پیران (دجله).
- زازاکی شمالی (توسط زازاهای علوی):[۵۱] تونجلی، گوموشانه، ارزروم، سیواس.

## آواشناسی
از آنجایی که آنها کمتر از مصوت‌ها تغییر می‌کنند، صامت‌ها اساس تکامل تاریخی زبان‌ها و طبقه‌بندی گروه‌های زبانی را تشکیل می‌دهند. برای تشخیص زبان‌های ایرانی غربی به‌عنوان شمال غربی-جنوب‌غربی در میان زبان‌های ایرانی، واژه‌های معیاری متشکل از واژه‌های موروثی از نظر هم‌زبانی مبنا قرار می‌گیرند.
سیر تحول تاریخی زبان‌ها و شکل‌گیری صامت‌ها (همزبانی/محدود/ایزوگل) که اساس طبقه‌بندی در گروه‌های زبانی را تشکیل می‌دهند، در زازاکی تقریباً مانند تاتی (هرزندی) تالشی، سنگسری، وفسی و برخی از زبان‌های ایرانی مرکزی است. بر خلاف کردی، زازاکی به شدت ریشه‌های همخوانی پروتو-هندواروپایی، شبیه تاتی ایران، و تالشی را حفظ کرده‌است:
| زبان نیاهندواروپایی | پارتی | آذری/تاتی | زبان زازایی | تالشی | سمنانی  | کاسپین | زبان‌هایمرکزی | بلوچی | کردی | زبان فارسی |
| *ḱ/ĝ                | s/z   | s/z       | s/z         | s/z   | s/z     | s/z    | s/z          | s/z   | s/z  | h/d        |
| *kue                | -ž-   | -ž-       | -ĵ-         | -ž    | -ĵ, ž-  | -ĵ-    | -ĵ-, ž, z    | -ĵ-   | -ž-  | -z-        |
| *gue                | ž     | ž (y-)    | ĵ           | ž     | ĵ,ž     | ĵ      | ĵ            | ž     | z    |            |
| *kw29               | ?     | isb       | esb         | asb   | esp     | s      | esb          | ?     | s    | s          |
| *tr/tl              | hr    | (h)r      | (hi)r       | (h)*r | (h)r    | r      | r            | s     | s    | s          |
| *d(h)w              | b     | b         | b           | b     | b       | b      | b            | d     | d    | d          |
| *rd/*rz             | r/rz  | r/rz      | r/rz        | rz    | l/l(rz) | l/l    | l/l(rz)      | l/l   | l/l  | l/l        |
| *sw                 | wx    | h         | w           | h     | x(u)    | x(u)   | x(u), f      | v     | x(w) | x(u)       |
| *tw                 | f     | u         | w           | h     | h       | h      | h(u)         | h     | h    | h          |
| *y-                 | y     | y         | ĵ           | ĵ     | ĵ       | ĵ      | ĵ (y)        | ĵ     | ĵ    | ĵ          |

## دستور زبان

### گرامر
اگرچه زازاکی با زبان‌های همسایه تعامل داشته‌است، اما می‌توان گفت که ساختار خود را از نظر دستوری و واژه‌های میراثی از دوره ایران میانه بسیار خوب حفظ کرده‌است. به غیر از مبادله کلمات از زبان‌های همسایه یا غالب، در سایر حوزه‌های زبان تعامل چندانی وجود ندارد. از نظر فرهنگی، زازاها به عنوان مردم بومی، ویژگی‌های مشترک بسیاری با مردم همسایه دارند. اگر با توجه به شرایطی که در آن پیدا شده و توسعه یافته ارزیابی شود، دایره واژگانی غنی دارد. ریشه‌های فعل پسوندهای زمان در زازاکی با پسوند n/ant پس از ریشه، مشترک با سمنانی، سنگسری، مازندرانی، تالشی, تاتی ایران، گیلکی و دیگر زبان ها/گویش‌های سواحل دریای خزر تشکیل می‌شود:
| فارسی  | زازا   | سمنانی | مازندرانی | گیلکی   | تاتی           | تالشی   |
| ------ | ------ | ------ | --------- | ------- | -------------- | ------- |
| میرو-  | شن-    | شن-    | شون-      | شون-    | شند-           | شد-     |
| میآ-   | یَن-    | آن-    | اِن-       | آن-     | آمند-          | آمد-    |
| میگوی- | وان-   | وان-   | گِن-       | گون-    | آتن-           | وتد-    |
| میبی-  | وین-   | ?-     | وین-      | ین-     | وین-           | وین-    |
| مینکن- | کن-    | کن-    | کِن-       | کون-    | کند-           | کردد-   |
| می‌روم  | از شنا | ا شنی  | من شومبه  | من شونم | من شندن/از مشم | از شدام |

### جنس
جنس دستوری (تقابل مذکر و مؤنث) در تمام صرف شناسی زازاکی اعم از اسم، صفت، ضمیر و صرف فعل وجود دارد. جنسیت دستوری موجود در زبان نیاایرانی تا حد زیادی در زازاکی ثابت مانده است، به جز جنسیت خنثی. در زبان زازایی اسامی, صفت ها, صرف فعل همیشه جنس دستوری دارند. این جنسیت می‌تواند مذکر یا مؤنث باشد. جنسیت اسامی را در ساده‌ترین حالت می‌توان از پسوند آن‌ها شناسایی کرد. پسوند o نشان دهنده صفتهای مذکر، پسوند a نشان دهنده صفتهای مؤنث. پسوند مؤنث زبان نیاایرانی –ā در زازاکی مانند پسوند بدون تأکید –e [-ə] باقی می‌ماند: her (خر/نر) herı/here (خر/ماده); estor (اسب/نر) estore/estorı (اسب/ماده); verg (گرگ/نر) deleverge/delevergı (گرگ/ماده), malım (معلم/نر) malıme/malımı (معلم/مونث). به غیر از اسم، در صفت ها نیز تمایز مذکر و مؤنث وجود دارد: o (او/نر)، a (او/مونث); no (این/نر) na (این/مونث). در صرف افعال در لهجه مرکزی و جنوبی زازاکی تفاوت جنسیتی به صورت مذکر و مؤنث در دوم شخص و در تمام لهجه های زازاکی سوم شخص وجود دارد: o vano (او می گوید/مرد), a vana (او می گوید/زن),  o keno (او میکند/مرد), a kena (او میکند/زن), o yeno (او می آید/مرد), a yena (او می آید/زن); در فعل ربطی  بودن (biyene); oyo (او است/مرد), o niyo (او نیست/مرد), aya (او است/زن), a niya (او نیست/زن); pi (پدر/مذکر) Hesen piyê neyo "حسن پدر این است"; kıtab (کتاب/مذکر)، o kıtabê mıno (آن کتاب من است) o kıtabê mı niyo (آن کتاب من نیست); qeleme (مداد/مونث), a qelema mına (آن مداد من است), a qelema mı niya (آن مداد من نیست); sate (ساعت/مونث), sate çanda (ساعت چند است), sate hirêa (ساعت سه است). غیر از زازاکی، زبان های ایرانی مانند زبان سمنانی، زبان سنگسری، زبان تاتی ایران، زبان سیوندی، کالی، فارسیدی، دلیجانی، جوشقانی، ابیانی نیز جنسیت دستوری (مذکر - مؤنث) را که از زبان نیاایرانی به ارث رسیده حفظ کرده اند. تمایز جنسیت دستوری بر اساس تمایز مذکر-مونث در سایر زبان‌های هندواروپایی مرتبط با زازاکی مانند زبان فرانسوی، زبان اسپانیایی، زبان ایتالیایی، زبان ونیزی، زبان ایرلندی، اسکاتلندی، زبان لیتوانیایی و زبان لتونیایی نیز حفظ شده است (مذکر-مونث).

### حالت دستوری
در نظام اسمیِ تمامی گویش‌های زازاکی، معمولاً میان دو جنس مذکر و مؤنث تفاوت وجود دارد. در صرف اسم، دو حالت فاعلی و غیر فاعلی وجود دارد. در زازایی دو حالت دستوری، حالت فاعلی و حالت مفعولی وجود دارد. یکی از آنها ریشه در پسوند تخصیص -ahya دارد که قدمت آن به زبان نیاایرانی می‌رسد. و در زبان‌هایی مانند تالشی، تاتی ایران و سمنانی نیز وجود دارد که زازاکی با آن‌ها گروهی از زبان‌های شمال غربی ایرانی را تشکیل می‌دهد:
| فارسی      | زازا   | تالشی  | تاتی ایران | سمنانی  | زبان فارسی میانه |
| ---------- | ------ | ------ | ---------- | ------- | ---------------- |
| پدر (obl)  | pi     | pi/pie | piye       | piye    | pid              |
| پدر (nom)  | per    | par    | piyer      | piyer   | pidar            |
| مادر (obl) | ma/mae | ma/moe | maye       | mar/mey | mad              |
| مادر (nom) | mar    | moar   | ?          | ?       | madar            |

علاوه بر جدول, زازاکی bıra/bırar و سمنانی bere/berar نیز نمونه‌هایی از شکل‌های حالت فاعلی و مورب هستند. در عبارات اسمی و صفتی، درست مانند اسم در عبارت اسمی، صفت در عبارت صفت بعد از اسم می آید :مثلا. her-o siya "خر سیاه", her-ê siya "خرهای سیاه", her-an-ê siyay-an "خرهای سیاه.
پیوندواژه و حرف (دستور زبان): be, ve, ebe:با; bi, bê:بی, بدون; feqet,ema:اما, ولی;  rê:به, برای; ra:از; cêr:زیر; cor:بالا; tenya:تنها, فقط; zi:نیز.

### ساختار فعل

#### حالت مجهول
یکی دیگر از ویژگی‌های زبان زازایی که به دوره‌های ایرانی باستان و میانه برمی‌گردد، این است که شکل مجهول فعل بدون فعل کمکی ساخته می‌شود. پسوند مجهول هندوایرانی باستان -ya در شکل پهلوی -īh- در زازاکی با -i- منعکس شده است.مثلا, nan weriyeno: نان خورده می شود, nuşte nuşiyeno: متن نوشته می شود, şıt şımiyeno: شیر نوشیده می‌شود و kiye viniyeno: خانه دیده می شود.

#### حال ساده
پسوند زمان حال ساده بیان می‌کند که فاعل امکان انجام عملی را دارد یا این فرصت را به دست آورده است، یعنی فاعل فرصت انجام این عمل را دارد. در زبان زازا، زمان حال ساده در موقعیت‌هایی استفاده می‌شود که نشان‌دهنده عادت و استمرار است. همچنین در روایت افسانه‌ها نیز به کار می‌رود. پسوند «-(e)n» و پسوند شخص به انتهای ریشه فعل اضافه می‌شوند. جنس دستوری در زمان حال ساده مشهود است. مثلا, ez şınan: من میروم, tı şınê: تو میروی (مذکر), tı şınay: تو میروی  (مؤنث), o şıno: او می رود (مذکر), a şına: او می رود (مؤنث).

#### حال استمراری
برای ساختن یک جمله حال استمراری در زبان زازایی، ابتدا پسوند زمان حال استمراری به انتهای ضمیر اضافه می‌شود. پسوند "e]n]-" به ریشه فعل اضافه می‌شود و به دنبال آن پسوند شخص می‌آید. ریشه‌های فعل پسوندهای زمان در زازاکی (e]n]-) با پسوند n/ant پس از ریشه، مشترک با سمنانی، سنگسری، مازندرانی، تالشی, تاتی ایران، گیلکی و دیگر زبان ها/گویش‌های سواحل دریای خزر تشکیل می‌شود. جنس دستوری در زمان حال استمراری نیز مشهود است. مثلا, ezo kenan/ez ha kenan: من دارم میکنم, tıyê kenê/tı ha kenê: تو داری میکنی (مذکر), tıyay kenay/tı he kenay: تو داری میکنی (مؤنث), oyo keno/o hao keno: او دارد میکند (مذکر), aya kena/a haya kena: او دارد میکند (مؤنث).
این زبان همچنین دارای وجوه خبری، امری و مطلوب است که در زمان حال استمراری در افعال مشهود است. این ویژگی در وجه التزامی به دوره ایران باستان و میانه برمی‌گردد. برای مثال، beno «او می‌برد»، berd «او برد»، eke bero «اگر ببرد», ber -> نیاایرانی bar -> نیاهندواروپایی *bher-.

#### گذشته ساده
در زبان زازایی، در جملاتی که زمان گذشته دارند، فاعل اهمیتی ندارد, مفعول صرف فعل را تعیین می‌کند. مذکر-مونث یا مفرد-جمع بودن مفعول، صرف فعل را بر اساس  گذشته ساده تعیین می‌کند. به دلیل فعل کنایی, ضمایر اول (ez)، دوم (tı)، سوم (o:مذکر/a:مؤنث) شخص مفرد و ضمیر سوم شخص جمع (ê/i) به صورت غیر مستقیم (oblique) بیان می‌شوند, mı: من, to: تو, ey: او ‌(مذکر), ay: او ‌(مؤنث), inan/ina: آنها، ایشان. ضمایر اول و دوم شخص جمع به همان شکل باقی می‌مانند: ma: ما و şıma: شما. مثلا به فعل şımıten (آشامیدن);  mı şımıt: من آشامیدم, to şımıt: تو آشامیدی, ey şımıt: او آشامید (مذکر), ay şımıt: او آشامید (مؤنث), ma şımıt: ما آشامیدیم, şıma şımıt: شما آشامیدید, inan şımıt: آنها آشامیدند یا به فعل kerden (کردن); mı kerd: من کردم, to kerd: تو کردی, ey kerd: او کرد (مذکر), ay kerd:  او کرد (مؤنث), ma kerd: ما کردیم, şıma kerd: شما کردید, inan kerd: آنها کردند. در جملات دارای مفعول، مصدر فعل حذف می‌شود و ریشه فعل باقی می‌ماند و پسوندی که نشان دهنده جنسیت مفعول است، بر اساس جنسیت مفعول به انتهای ریشه فعل اضافه می‌شود. مثلا mı kıtab wend: من کتاب (مذکر-) خواندم, mı engurı werde: من انگور (مؤنث) خواردم یا  mı nan werd: من نان خواردم.

## ضمایر
علاوه بر اسم‌ها و ضمایر شخصی، در صرف فعل به صورت مذکر و مؤنث در شخص دوم در مرکز و جنوب و در سوم شخص در همه لهجه‌ها تفاوت جنسیتی وجود دارد: او وانو (او می‌گوید، مذکر)، او وانا (او می‌گوید، مؤنث). ضمایر شخصی ساختار معمولی ایرانی غربی دارند. ضمایر شخصی در زازاکی به ضمایر تالشی، سمنانی، سنگسری، تاتی ایران, وفسی و فارسی بسیار نزدیک است:
| فارسی     | زازا       | تالشی      | تاتی ایران | سمنانی | سنگسری | اوستایی |
| --------- | ---------- | ---------- | ---------- | ------ | ------ | ------- |
| من        | ez         | ez         | ez         | e      | e      | aez     |
| تو        | tı         | tı         | ti         | ti     | ti     | dı      |
| او (مذكر) | o          | əv         | u          | un     | no     | uy      |
| او (مؤنث) | a          | -          | nā         | una    | na     | -       |
| ما        | ma         | ama        | amā        | hamā   | mā     | max     |
| شما       | şıma       | şema       | şūmā       | şūmā   | şūmā   | şımax   |
| انان      | inan ,ê, i | ayen ,əvon | ē          | e      | ey     | idan    |

زبان زازا نیز مانند تعدادی از زبان‌های ایرانی دیگر مانند تالشی، تاتی ایران، زبان‌ها و گویش‌های مرکزی ایران مانند سمنانی، کهنگی، وفسی، دارای ارگاتیو شکافی در ریخت‌شناسی خود است که نشان‌دهنده ارگاتیو در بافت‌های گذشته و کامل و در غیر این صورت هم‌ترازی اسمی است. در میان تمامی زبان‌های ایرانی غربی، زبان زازا، سمنانی، سنگسری، تاتی ایران، گویش‌های مرکزی ایران مانند کالی، فرزندی، دلیجانی، جوشقانی، ابیانی، جنسیت دستوری جنس مذکر و مؤنث را از هم تشخیص می‌دهند. همه اسامی در حالت فاعلی و مفعولی در زبان زازا یا مذکر هستند یا مؤنث هستند.

## ادبیات زازا

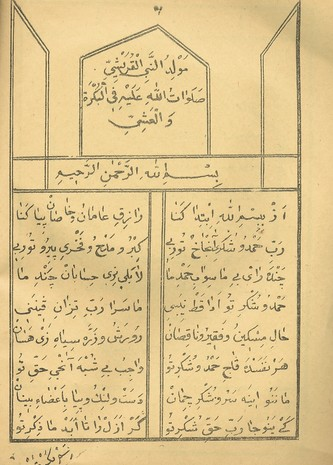
مولود به زبان زازاکی با خط عربی که توسط نویسنده زازا احمد الحاسی در سال ۱۸۹۱ نوشته‌است.

ادبیات زازا شامل متون شفاهی و نوشتاری است که به زبان زازا تولید شده‌است. ادبیات زازا که از آثار شفاهی و نوشتاری تشکیل شده بود، عمدتاً از طریق انواع ادبیات شفاهی پیش رفت تا زمانی که زبان زازا مکتوب شد. بر این مبنا ادبیات زازا از نظر آثار شفاهی بسیار غنی است. زبان زازا فرآورده‌های ادبی شفاهی زیادی دارد مانند دیر (آهنگ عامیانه)، کیلام (آهنگ)، دسه (سرود)، شانیکه (افسانه)، حکاتی (داستان)، قسه وَرَنان (ضرب‌المثل‌ها و اصطلاحات). تولید آثار مکتوب در دوره امپراتوری عثمانی آغاز شد و آثار دوره اول ماهیت مذهبی/ اعتقادی داشتند. پس از جمهوری در ترکیه، ممنوعیت‌های طولانی مدت زبان و فرهنگی باعث احیای ادبیات زازا در اروپا شد که عمدتاً در دو مرکز ترکیه و اروپا توسعه یافت. پس از لغو ممنوعیت‌ها، ادبیات زازا در ترکیه توسعه یافت.

### ادبیات زازا در دوره امپراطوری عثمانی
نخستین آثار مکتوب شناخته شده ادبیات زازا در دوره عثمانی نوشته شد. آثار مکتوب به زبان زازا که در دوره عثمانی تولید شده‌است با حروف عربی نوشته شده و دارای ویژگی مذهبی است. اولین اثر مکتوب به زبان زازاکی در این دوره در اواخر دهه ۱۷۰۰ نوشته شد. این اولین متن مکتوب زبان زازا توسط عیسی بیگ بن علی، ملقب به سلطان افندی، نویسنده تاریخ اسلامی، در سال ۱۲۱۲ هجری قمری (۱۷۹۸) نوشته شد. این اثر با حروف عربی و با فونت نسیح نوشته شده‌است که در ترکی عثمانی نیز استفاده می‌شود. این اثر که از دو بخش تشکیل شده‌است، شامل موضوعات منطقه آناتولی شرقی در زمان سلیم سوم، زندگی علی (خلیفه)، عقاید و تاریخ علویان، ترجمه بخش‌هایی از نهج‌البلاغه به زبان زازا، آخرالزمانی است. حدود صد سال پس از این اثر، اثر دیگری به زبان زازا به نام مولیت (مولید نبی) توسط روحانی، نویسنده و شاعر عثمانی-زازا، احمد الحاسی (۱۸۶۷–۱۹۵۱) در سال‌های ۱۸۹۲–۱۸۹۲ نوشته شد. اولین اثر مولیت به زبان زازا با حروف عربی نوشته شد و در سال ۱۸۹۹ منتشر شد. . مولودی که با علم عروض نوشته شده، شبیه مولود سلیمان چلبی است، شامل سیره پیامبر اسلام محمد و موضوعات دینی از جمله الله، توحید، منکات، معراج، ولادت، ولادت و خلقت و موضوعات دینی مشابه است و مشتمل بر ۱۴ باب و ۳۶۶ دوبیتی است. اثر مکتوب دیگری که در این دوره نوشته شده‌است، مولیت دیگری است که مفتی سیورک، عثمان اسعد افندی (۱۸۵۲–۱۹۲۹) نوشته‌است. این اثر به نام بیسیشا پغامبری (ولادت پیامبر) مشتمل بر فصولی در مورد پیامبر اسلام محمد و دین اسلام است و به زبان زازا با حروف عربی در سال ۱۹۰۱ میلادی (بر اساس برخی منابع، ۱۹۰۳) نوشته شده‌است. این اثر در سال ۱۹۳۳ پس از مرگ نویسنده منتشر شد. به غیر از نویسندگان زازا، پیش از جمهوری، نویسندگان خارجی، مانند پیتر ایوانوویچ لرچ (۱۸۸۴–۱۸۲۷), رابرت گوردون لاتام (۱۸۱۲–۱۸۸۸), هامفری ساندویث (۱۸۲۲–۱۸۸۱), ویلهلم استرکر (۱۸۳۰–۱۸۹۰), اتو بلاو (۱۸۲۸–۱۸۷۹), فردریش مولر (۱۸۶۴) و اسکار مان (۱۸۶۷–۱۹۱۷) محتوای زازا (افسانه‌ها، داستان‌ها، لغت نامه‌ها) را در آثار خود گنجانده‌اند.

### ادبیات زازا پس از جمهوری ترکیه
ادبیات زازا پس از جمهوری خواهان از طریق دو شاخه ترکی محور و اروپا محور توسعه یافت. در این دوره، توسعه ادبیات زازا در ترکیه به دلیل ممنوعیت های طولانی مدت زبان و فرهنگی راکد شد. مهاجرت زازاها به کشورهای اروپایی در دهه ۱۹۸۰ و محیط نسبتاً آزاد باعث احیای ادبیات زازا در اروپا شد. یکی از آثاری که به زبان زازا در ترکیه پس از جمهوریت نوشته شده است، دو اثر منظوم در زمینه اعتقادی و فقهی است که در دهه ۱۹۴۰ نوشته شده است. به دنبال این اثر، مولتی دیگر حاوی موضوعات و داستان های مذهبی توسط محمد علی هون در سال ۱۹۷۱ نوشته شد. دیوان زازا، نسخه خطی ۳۰۰ صفحه ای مشتمل بر اشعار و قصیده های زازاکی که در سال ۱۹۷۵ توسط محمد دمیرباش شروع به نگارش کرد و در سال ۲۰۰۵ تکمیل شد، یکی دیگر از آثار ادبی در ژانر دیوانی است که در این دوره نوشته شده است.  مولود و سیره عبدالقادر ارسلان (۱۹۹۲-۱۹۹۵)، کمیل پوئگی (۱۹۹۹)، محمد مرادان (۱۹۹۹-۲۰۰۰) و جمعه اوزوسان (۲۰۰۹) از دیگر آثار ادبی زازا با محتوای مذهبی هستند. ادبیات مکتوب زازا سرشار از آثار مولودی و دینی است و نخستین آثار مکتوب این زبان در این گونه ها آورده شده است. توسعه ادبیات زازا از طریق انتشار مجلاتی توسط زازاهایی که پس از سال ۱۹۸۰ به اروپا مهاجرت کردند و منحصراً به زبان زازا منتشر می شد، مجلاتی که عمدتاً به زبان زازا بودند اما به چند زبان منتشر می شدند و مجلاتی که به زبان زازا نبودند اما آثاری به زبان زازا داشتند, صورت گرفت. کرمشکان، تیژا صودیری، واته مجلاتی هستند که همگی به زبان زازاکی منتشر می شوند. جدای از اینها، آیره (۱۹۸۵-۱۹۸۷), پییا (۱۹۸۸-۱۹۹۲), رآ زازایسانی (۱۹۹۱) که به عنوان مجلات زبان، فرهنگ، ادبیات و تاریخ توسط ابوبکیر پاموکچو، نام برجسته ناسیونالیسم زازا منتشر می شد، یکی از مجلات مهم این دوره است که عمدتاً به زبان زازا و انتشارات چند زبانه است. واره، زازاپرس، پیر، راشتیه، ونگ زازایستانی، زازاکی، زرک، دسمال سر، وقت، چمه مجلات دیگری هستند که عمدتاً زازاکی هستند و به زبانهای چند زبانه منتشر می شوند. علاوه بر این مجلات منتشر شده در کشورهای اروپایی، واتی (۱۹۹۷ء۱۹۹۸) که اولین مجله ای است که به‌طور کامل به زبان زازا  در ترکیه منتشر شد است و میراز (۲۰۰۶) و ونگ و واژ (۲۰۰۸) از دیگر مجلات مهمی هستند که در زبان زازا در ترکیه منتشر شد. مجلاتی که عمدتاً به زبان‌های دیگر منتشر می‌شوند، اما آثاری به زبان زازا نیز دارند، مجلاتی هستند که به زبان‌های کردی و ترکی منتشر می‌شوند. روژا نیو (۱۹۶۳)، ریا آزادی (۱۹۷۶)، تیرج (۱۹۷۹) و جنگ (۱۹۹۷) به زبان کردی, ارمین (۱۹۹۱)، آتش هیرسیزی (۱۹۹۲)، اوتوپیا، ایشکین، منزور (۲۰۰۰)، بزووار (۲۰۰۹) مجلاتی به زبان ترکی هستند که شامل متون به زبان زازا هستند. در این دوره روزنامه هایی نیز به زبان زازاکی منتشر می شد. امروزه آثاری در ژانرهای مختلف ادبی مانند شعر، داستان و رمان به زبان زازا توسط مؤسسات انتشاراتی مختلف در ترکیه و کشورهای اروپایی منتشر می شود.

## زبان زازا در سینمای ترکیه
استفاده از زبان زازا در رسانه های دیداری و شنیداری نسبتاً جدید است. توسعه زبان زازا در رسانه های دیداری و شنیداری عمدتاً در سینما آغاز شد. فیلم «دیوار» ساخته ییلماز گونی که در سال ۱۹۸۳ فیلمبرداری شد، نخستین فیلمی است که در آن از زبان زازا در سینما استفاده شد. در این فیلم یک آهنگ فولکلور زازا ( نام آهنگ "حایداره" است) پخش شد. پس از این فیلم سینمای زازا پس از یک دوره راکد تا دهه ۲۰۰۰ گسترش یافت. فیلم‌های ماهسون قرمزی‌گل بیاز ملک, در سال ۲۰۰۷ و معجزه, در سال ۲۰۱۵, دارای دیالوگ‌هایی به زبان زازا بودند. فیلم ها و فیلم های مستند به زبان زازا در این دوره عبارتند از: نورای شاهین پره دما شو (دنبال پر) ( ۲۰۰۴), اینور صارای زارا (۲۰۰۹),  جانر جانریک واس (گیا) (۲۰۰۶),  صاید (۲۰۰۷)، پههتی (۲۰۰۷)، پیرده سور (۲۰۰۸), مویا شاها (۲۰۰۹) باوا دوزگین (۲۰۰۹)، رایا حق (۲۰۰۹)، بهرتیج (۲۰۱۰)، محمد علی کونار بابا (۲۰۱۰), قامر اردوگان سپه (۲۰۱۲),  یوجل یاووز گنرال (۲۰۱۲),  چتین باسکین گیراییش (برگشتن) (۲۰۱۲),  گوک‌حان تونج زمستو بژییو (۲۰۱۳), محتار (۲۰۱۴), گلسوسین (۲۰۱۵) ولکا کوو (گل کوه) (۲۰۱۵),  سیپلا (۲۰۱۶)، پیه من توز شکر (۲۰۱۶)، جنییا نه‌یسایی (۲۰۱۶),  قاضم اوز زر (۲۰۱۷)، زمستو ورد را (۲۰۱۷)، ویر (۲۰۱۷)، فوتوگرافکش (۲۰۱۸).
استفاده از زبان زازا در تلویزیون ترکیه دیرتر از سینما آغاز شد. پس از مقررات مربوط به پخش رادیو و تلویزیون به زبان ها و لهجه های مختلف که به‌طور سنتی توسط شهروندان ترکیه در زندگی روزمره استفاده می شود، که در سال ۲۰۰۲ به عنوان بخشی از بسته های هماهنگی اتحادیه اروپا ترکیه به تصویب رسید, در سال ۲۰۰۴، نخستین برنامه های پخش دوره ای به زبان زازا در سازمان رادیو و تلویزیون دولتی ترکیه همراه با سایر زبان های ترکیه آغاز شد. بعدها با تأسیس TRT-6، پخش برنامه های زیادی به ویژه برنامه های خبری به زبان زازا از این شبکه آغاز شد. اما پخش TRT-6 عمدتاً به زبان کردی مورد اعتراض انجمن های زازا قرار گرفت و زازاها, همراه با سایر اقلیت های ترکیه, خواستار کانال تلویزیونی خود شدند. در سال ۲۰۲۱، کانال تلویزیونی Zaza TV با پخش به زبان زازا توسط فدراسیون زازا شروع به پخش کرد.

## واژگان زبان زازا

### شباهت با تالشی
به عدۀ برخی دیملی ها ممکن است از شهری با نام یاردیملی از حدود قومی مردم طالش ارتباط داشته باشند.
| زازا     | تالشی     | زازا     | تالشی         | زازا       | تالشی     | زازا         | تالشی        |
| -------- | --------- | -------- | ------------- | ---------- | --------- | ------------ | ------------ |
| ez       | əz/āz     | berz     | berz          | nızm       | nızım     | siye         | si, sə, səǧ  |
| tı       | tı        | biye     | bıe           | dı         | dı        | pır          | puɾ          |
| o/a/ey   | əv        | bın      | bı            | neweş      | noxəş     | çım          | çam          |
| ma       | əmə       | boy      | bu            | kahn       | kanə      | gav          | ɡo           |
| şıma     | şıme      | ke/keye  | kə            | teze       | tožə      | post         | pust         |
| keyne    | kinə      | vist     | vist          | panc       | penç      | mêrdek       | merdək       |
| çıçı     | çiç       | bız      | bız           | şeş        | şeş       | xoz          | xu           |
| pi/pêr   | pi/piye   | mae      | moə           | hawt       | haft      | mu           | mu           |
| şıt      | şıt       | serd     | sard          | new        | nəv       | non, nun     | nun          |
| verg     | vərg      | kerg     | karg/kag      | nezdi      | nez       | dû           | du           |
| vıl      | vıl       | velg     | velg          | engışt     | angışte   | rı           | ɾı, ɾu       |
| va       | va        | engimin  | engivin       | sine       | sinə      | dew          | di           |
| kam      | kom       | merde    | marde         | dından     | dandon    | vizer        | iˈzəɾ        |
| şiyen-   | şiyen-    | zıwan    | zıvon         | lıng       | lıng      | espe         | əspa         |
| şew      | şev       | aw       | ov            | zımıstan   | zımıston  | dızdi        | dızdi        |
| vat-     | vâtē-     | zan-     | zun/zan-      | vesar      | əvəsor    | bıra         | bərâ         |
| gêc      | gıc       | morjela  | mujnə/morjenə | vor, vewre | voə       | çi           | çi           |
| bermayen | beramesan | roc/roz  | roz           | bumlerz    | buməlarzə | new serre bi | nəv surə bim |
| veng     | vang      | mezg     | mazg          | nê         | ne        | veyve        | veye         |
| zama     | zuma      | zımıstan | zımıston      | şew        | şev       | name/nome    | nom          |

### مقایسهٔ ریشه‌شناختیِ زازاکی، فارسی و برخی زبان‌های دیگر هندواروپایی
در زبان‌های خانواده زبان‌های هند و اروپایی، همه اعداد از دیدگاه ریشه‌شناسی مبتنی بر زبان نیاهندواروپایی هستند و از یک ریشه می‌آیند. در این مرحله، اعداد در زبان زازا شبیه به زبان‌هایی ماننداول فارسی و روسی، یونانی، لاتین، ایتالیایی، اسپانیایی، پرتغالی، آلمانی، فرانسوی، انگلیسی، لیتوانیایی ایرلندی هستند از یک ریشه می‌آیند. در زبان نیاهندواروپایی اعداد به صورت فرضی *hoi-no- (1), *d(u)wo- (2),*trei- (3), *kʷetwor- (4), *penkʷe (5),s(w)eḱs (6),*septm̥ (7),oḱtō/*h₃eḱtou (8), (h₁)newn̥ (۹),*deḱm̥(t) (10) و wīḱm̥t (20) هستند در زبان زازا اینگونه است:
| اعداد | زازا      | فارسی | روسی      | یونانی | لاتین         | ایتالیایی | اسپانیایی | پرتغالی   | آلمانی  | فرانسوی | انگلیسی | لیتوانیایی | ایرلندی    |
| ----- | --------- | ----- | --------- | ------ | ------------- | --------- | --------- | --------- | ------- | ------- | ------- | ---------- | ---------- |
| (۱)   | yew/ju    | yek   | odin      | ena    | ūnus, ūna     | uno       | uno       | um        | eins    | un      | one     | viena      | a haon     |
| (۲)   | dı        | do    | dva       | dyo    | duo, duae     | due       | dos       | dois/duas | zwei    | deux    | two     | dvi        | a do       |
| (۳)   | hirê/hiri | se    | tri       | tria   | trēs, tria    | tre       | tres      | três      | drei    | trois   | three   | tris       | a trí      |
| (۴)   | çehar     | çahar | çetyre    | tesera | quattuor      | quattro   | cuatro    | quatro    | vier    | quatre  | four    | keturi     | a ceathair |
| (۵)   | panc      | penc  | pyatʹ     | pende  | quīnque       | cinque    | cinco     | cinco     | fünf    | cinq    | five    | penki      | a cúig     |
| (۶)   | şeş       | şeş   | şestʹ     | eksi   | sex           | sei       | seis      | seis      | sechs   | six     | six     | şeşi       | a sé       |
| (۷)   | hewt      | heft  | semʹ      | epta   | septem        | sette     | siete     | sete      | sieben  | sept    | seven   | septyni    | a seacht   |
| (۸)   | heşt      | heşt  | vosemʹ    | okto   | octō          | otto      | ocho      | oito      | acht    | huit    | eight   | aştuoni    | a hocht    |
| (۹)   | new       | noh   | devyat    | ennia  | novem         | nove      | nuevo     | novo      | neun    | neuf    | nine    | devyni     | a naoi     |
| (۱۰)  | des       | deh   | desyatʹ   | dheka  | decem         | dieci     | diez      | dez       | zehn    | dix     | ten     | dešimt     | a deich    |
| (۲۰)  | vist      | bist  | dvadtsatʹ | eíkosi | vinti/viginti | venti     | veinte    | vinte     | zwanzig | vingt   | twenty  | dvidešimt  | fiche      |

## ویژگی‌ها و الفبا
- الفبای زازاکی

متون زازاکی نوشته شده در دوره عثمانی با حروف عربی نوشته می شد. آثار این دوره محتوای مذهبی دارد.اولین متن زازاکی که در سال ۱۷۹۸ توسط عیسی بیگ بن علی ملقب به سلطان افندی نوشته شد، با حروف عربی با قلم نسیح نوشته شد که در ترکی عثمانی نیز استفاده می شد. به دنبال این اثر، اولین مولید زازاکی که توسط روحانی، نویسنده و شاعر عثمانی-زازا احمد الحاسی در سال ۱۸۹۱ نوشته شد، با حروف عربی نوشته شد و در سال ۱۸۹۹ منتشر شد. مولیت زازاکی دیگری که توسط یکی دیگر از روحانیون عثمانی-زازا عثمان اسعد افندی در سال ۱۹۰۱ یا ۱۹۰۳ نوشته شده است نیز با حروف عربی نوشته شده است. پس از جمهوری، آثار زازاکی با کنار گذاشتن الفبای عربی با حروف لاتین شروع به نوشتن کردند. امروزه زازاکی الفبای مشترکی ندارد که همه زازاها از آن استفاده کنند. الفبای به نام الفبای جاکابسون با مشارکت زبانشناس آمریکایی سی ام جیکوبسون ایجاد شد و توسط موسسه زبان زازا فرانکفورت که روی استانداردسازی زازا کار می کند استفاده می شود. همچنین سیستم نوشتاری ویکی پدیا است. یکی دیگر از الفبای زازا که توسط زلفی سلجان تهیه شد و از سال ۲۰۱۲ در دانشگاه منزور استفاده شد، سیستم نوشتاری دیگری است که برای زازاکی ایجاد شده است که شامل ۳۲ حرف است که ۸ حرف آن مصوت و ۲۴ حرف صامت هستند. هر چند زازاکی جزء کردی نیست, ناسیونالیست های کرد که زازاکی را گویش کردی می دانند، از الفبای لاتین کردی برای زازاکی استفاده می کنند. نظام آوایی زازا به نظام آوایی گیلکی و تالشی بسیار نزدیک است؛ با این تفاوت که نظام آوایی زازا از تعدادی آواهای دندانیِ تأکیدی نیز برخوردار است و تعداد مصوت‌های آن بیشتر است. در نظام اسمیِ تمامی گویش‌های زازاکی، معمولاً میان دو جنس مذکر و مؤنث تفاوت وجود دارد. در صرف اسم، دو حالت فاعلی و غیر فاعلی وجود دارد.
| حرف                   |                       |                        |                        |                       |                       |                       |                       |                       |     |                       |                       |                       |                       |                       |                       |                       |                       |                       |                       |                       |                       |                       |                       |                       |                       |                       |                       |                       |                       |                       |      |
| A a                   | B b                   | C c                    | Ç ç                    | D d                   | E e                   | Ê ê                   | F f                   | G g                   | Ğ ğ | H h                   | I ı                   | İ i                   | J j                   | K k                   | L l                   | M m                   | N n                   | O o                   | P p                   | Q q                   | R r                   | S s                   | Ş ş                   | T t                   | U u                   | Û/Ü û/ü               | V v                   | W w                   | X x                   | Y y                   | Z z  |
| واج                   |                       |                        |                        |                       |                       |                       |                       |                       |     |                       |                       |                       |                       |                       |                       |                       |                       |                       |                       |                       |                       |                       |                       |                       |                       |                       |                       |                       |                       |                       |      |
| a                     | be                    | ce                     | çe                     | de                    | e                     | ê                     | fe                    | ge                    | ğe  | he                    | ı                     | i                     | je                    | ke                    | le                    | me                    | ne                    | o                     | pe                    | qe                    | re                    | se                    | şe                    | te                    | u                     | u/ü                   | ve                    | we                    | xe                    | ye                    | ze   |
| تلفظ در زازاکی: [/a/] | تلفظ در زازاکی: [/b/] | تلفظ در زازاکی: [/dz/] | تلفظ در زازاکی: [/ts/] | تلفظ در زازاکی: [/d/] | تلفظ در زازاکی: [/ɛ/] | تلفظ در زازاکی: [/e/] | تلفظ در زازاکی: [/f/] | تلفظ در زازاکی: [/ɡ/] | γε/ | تلفظ در زازاکی: [/h/] | تلفظ در زازاکی: [/ɪ/] | تلفظ در زازاکی: [/i/] | تلفظ در زازاکی: [/ʒ/] | تلفظ در زازاکی: [/k/] | تلفظ در زازاکی: [/l/] | تلفظ در زازاکی: [/m/] | تلفظ در زازاکی: [/n/] | تلفظ در زازاکی: [/o/] | تلفظ در زازاکی: [/p/] | تلفظ در زازاکی: [/q/] | تلفظ در زازاکی: [/r/] | تلفظ در زازاکی: [/s/] | تلفظ در زازاکی: [/ʃ/] | تلفظ در زازاکی: [/t/] | تلفظ در زازاکی: [/y/] | تلفظ در زازاکی: [/u/] | تلفظ در زازاکی: [/v/] | تلفظ در زازاکی: [/w/] | تلفظ در زازاکی: [/x/] | تلفظ در زازاکی: [/j/] | /zε/ |

مانند فارسی، فعل دارای بن مضارع و بن ماضی است.

## زازاکی جنوبی
زازاکی جنوبی یا دیملی (به زازاکی: Dımıli, Zazakiyê Veroci) گویش جنوبی زبان زازاکی است. این گویش زبان زازاکی در استان‌های دیاربکر، شانلی اورفا و آدی یامان در کردستان ترکیه رواج دارد. شمار گویشوران زازاکی جنوبی یا دیملی نزدیک به ۱٬۵۰۰٬۰۰۰ میلیون دانسته شده‌است.